# ソフトグライダー
ソフトグライダーは、日本のツバメ玩具製作所が製造している飛行機型玩具（模型航空機）。

## 概要
実在する戦闘機を象った形状の、ポリスチレンペーパー製の模型グライダー。色はそれぞれ3種類存在する。それまで生産していた木製グライダー玩具の素材を変更する形で、2年の開発期間を経て1973年（昭和48年）に発売された。

## ラインナップ
プロペラグライダー
標準小売価格は120円。全長200 mm - 210 mm。プロペラがついているのが特徴。
ゴムとばしグライダー
標準小売価格は120円。全長215 mm。ワゴム棒を用いて飛ばすのが特徴。
アクロバットグライダー
標準小売価格は120円。全長210 mm - 215 mm。ゴムで飛ばすことができ、2回転宙返りが出来るのが特徴。

## 類似商品
ライトプレーン
大型、中型、小型機がある（ただし、小型は商品名が『プロペラ飛行機』）。ゴムで飛ばすことができる。大型の標準小売価格は450円、全長は500 mm。中型の標準小売価格は350円、全長は345 mm。小型機（プロペラ飛行機）の標準小売価格は400円、全長は315 mm。
その他、過去には大型手投げグライダーや3機セットのミニヒコーキ、妖怪や観覧車などを象ったグライダーを販売していたこともあった。